# Gli stagisti
Gli stagisti (The Internship) è un film del 2013 diretto e co-prodotto da Shawn Levy.
La pellicola ha come protagonisti Owen Wilson e Vince Vaughn, coautore della sceneggiatura. Il film è interpretato anche da Rose Byrne e Max Minghella.

## Trama
Il film inizia con due venditori di orologi, Nick e Billy, che entrano in un ristorante per incontrarsi con un loro cliente molto facoltoso. L'uomo gli dice che l'azienda per cui lavorano ha chiuso, e i due quarantenni si ritrovano disoccupati. Billy propone a Nick, che nel frattempo era stato assunto nel negozio di materassi gestito dal compagno della sorella Kevin, di tentare uno stage lavorativo per provare a essere assunti nella più grande azienda che offre servizi online, Google.
Appena arrivati alla sede dell'azienda informatica, vengono accolti da Mr. Chetty, un loro superiore molto risoluto, e da Graham, un giovane stagista prepotente e leccapiedi. Vengono divisi a squadre, ma Nick e Billy vengono esclusi in quanto "vecchi". Il giovane Lyle, un googler di ventitré anni, decide di mettersi a capo di una squadra che comprende i due quarantenni e tre giovani ventunenni: la dolce Neha, un'indiana tutto pepe, Stuart, un nerd, fissato con il cellulare, molto pessimista, e Yo-Yo, un ragazzo coreano terrorizzato da sua madre.
Durante la prima sfida, che consiste nell'identificare un bug in un codice sorgente, Nick e Billy, ingannati dalla squadra che non voleva essere disturbata dai due quarantenni, vengono mandati a cercare un professore di nome Charles Xavier, autore a loro dire del codice; tuttavia, la sfida viene vinta dal team di Graham. La seconda sfida consiste in una partita a Quidditch tra la squadra di Lyle e quella di Graham, che, trovandosi in situazione di pareggio, bara e riesce a far vincere la sua squadra. La terza sfida consiste nel creare un'app e riuscire a far in modo che venga scaricata da quante più persone possibile. Per creare un clima migliore, Nick e Billy decidono di portare fuori i ragazzi e per sbaglio entrano in un night club, dove Neha confessa loro che, pur essendo appassionata di tutto ciò che riguarda il sesso, è vergine. La squadra inizia a bere, e si dà alla pazza gioia fin quando non vengono buttati fuori per una rissa. Si ritrovano, quindi, all'alba ad ammirare la vista del Golden Gate Bridge, dove Stuart confessa a Nick che è stata la migliore serata della sua vita. Intanto Lyle, ubriaco, vuole mandare un sms imbarazzante a Marielena, la maestra di ballo, incontrata al night club (dove lavora per arrotondare) e per la quale è nata la rissa; Nick lo ferma e gli viene in mente un'idea per la realizzazione dell'app. Questa dovrà consistere nel fare una domanda difficile quando si è ubriachi, prima di inviare un messaggio, una email o fare una telefonata, per evitare di fare figure imbarazzanti e proteggersi quindi da se stessi. L'app viene progettata, e gli stagisti vincono la loro prima sfida. Nick, nel mentre, da quando ha messo piede in azienda, è attratto dalla googler Dana, una trentenne stacanovista, che non si è mai goduta la vita, e decide di invitarla a cena; Billy, invece, si prepara alla sfida successiva, consistente nel lavorare all'assistenza clienti di Google, che comporta relazioni col pubblico e conoscenza dei prodotti.
La mattina della sfida, la squadra di Lyle esegue un lavoro eccellente, grazie anche alle doti oratorie di Billy, ma questi si dimentica di effettuare il login e quindi fa realizzare zero punti a tutta la squadra, ciò lo porta ad abbandonare lo stage e, nonostante Nick tenti di fermarlo, l'uomo se ne va. La sfida successiva consiste nel settore vendite, trovare un esercizio commerciale e convincerlo ad affiliarsi a loro. I giovani sono ben felici di ciò, avendo con loro un venditore impeccabile come Billy, che nel mentre si è dato alla vendita di carrozzine a motore per anziani. Tuttavia, quando la squadra si rende conto che se n'è andato, Nick decide di riportarlo indietro. Ci riesce e la squadra conclude il contratto con una piccola pizzeria in espansione, questo fa vincer loro la gara e ottengono il lavoro a Google.
Gli stagisti si salutano, in quanto i giovani dovranno finire l'università prima di diventare ufficialmente googler. Neha e Stuart promettono di vedersi durante quel periodo, mentre Yo-Yo riesce finalmente a tenere testa a sua madre, Lyle si fidanza con Marielena e Nick e Billy festeggiano bevendo una bottiglia di liquore.

## Promozione
Il 14 febbraio 2013 è stato diffuso online il primo trailer del film. Il 19 marzo 2013 viene diffuso online il trailer internazionale del film.

## Distribuzione
Il film è stato distribuito nelle sale cinematografiche statunitensi il 7 giugno 2013, mentre in quelle italiane il 1º agosto dello stesso anno.

## Accoglienza

### Incassi
A fronte di un budget di 58 milioni di dollari, la pellicola ne ha incassati circa 44,7 milioni in Nord America e 48,8 milioni nel resto del mondo, per un totale di 93492844 $.

## Curiosità
Nella scena finale, Billy e Nick, in mezzo alla folla del campus, salutano una persona con un gioviale "Salve, capo". Questo saluto è rivolto al vero Sergey Brin, cofondatore di Google con Larry Page.